# Natación en los Juegos del Pacífico 2019
La Natación en los Juegos del Pacífico 2019 se llevó a cabo del 8 al 13 de julio en el Samoa Aquatic Centre y en el Sheraton Samoa Beach Resort en Apia, Samoa.

## Participantes
14 países participaron en el evento:
| - Samoa Americana - Islas Cook - Fiyi - Guam - Islas Marshall - Nueva Caledonia - Islas Marianas del Norte | - Palaos - Papúa Nueva Guinea - Samoa - Islas Salomón - Polinesia Francesa - Tokelau - Tonga - Vanuatu |

## Resultados

### Masculino
| Evento                                | Oro                                                                         | Oro      | Plata                                                                                       | Plata    | Bronce                                                          | Bronce   |
| ------------------------------------- | --------------------------------------------------------------------------- | -------- | ------------------------------------------------------------------------------------------- | -------- | --------------------------------------------------------------- | -------- |
| 50 m Libre                            | Julien Goyetche Nueva Caledonia                                             |          | Florent Janin Nueva Caledonia                                                               |          | Teiki Dupont Polinesia Francesa                                 |          |
| 100 m Libre                           | Florent Janin Nueva Caledonia                                               | 50.58    | Nicolas Vermorel Polinesia Francesa                                                         | 51.36    | Wesley Roberts Islas Cook                                       | 51.49    |
| 200 m Libre                           | Wesley Roberts Islas Cook                                                   | 1:51.36  | Rahiti De Vos Polinesia Francesa                                                            | 1:52.67  | Thibault Mary Nueva Caledonia                                   | 1:52.78  |
| 400 m Libre                           | Rahiti De Vos Polinesia Francesa                                            |          | Wesley Roberts Islas Cook                                                                   |          | Brandon Schuster Samoa                                          |          |
| 1500 m Libre                          | Rahiti De Vos Polinesia Francesa                                            | 15:50.16 | Wesley Roberts Islas Cook                                                                   | 16:05.54 | Taichi Vakasama Fiyi                                            | 16:07.84 |
|                                       |                                                                             |          |                                                                                             |          |                                                                 |          |
| 50 m Dorso                            | Julien Goyetche Nueva Caledonia                                             | 27.01    | Netani Ross Fiyi                                                                            | 27.13    | Teiki Dupont Polinesia Francesa                                 | 27.40    |
| 100 m Dorso                           | Emmanuel Limozin Nueva Caledonia                                            | 58.60    | Julien-Pierre Goyetche Nueva Caledonia                                                      | 58.92    | Teiki Dupont Polinesia Francesa                                 | 58.99    |
| 200 m Dorso                           | Brandon Schuster Samoa                                                      | 2:08.48  | Manuarii Lechêne Polinesia Francesa                                                         | 2:10.31  | Hugo Savignac Nueva Caledonia                                   | 2:10.44  |
|                                       |                                                                             |          |                                                                                             |          |                                                                 |          |
| 50 m Pecho                            | Thomas Oswald Nueva Caledonia                                               | 28.36    | Benjamin Schulte Guam                                                                       | 28.75    | Epeli Rabua Fiyi                                                | 28.89    |
| 100 m Pecho                           | Taichi Vakasama Fiyi                                                        |          | Epeli Rabua Fiyi                                                                            |          | Ryan Maskelyne Papúa Nueva Guinea                               |          |
| 200 m Pecho                           | Taichi Vakasama Fiyi                                                        | 2:14.98  | Ryan Maskelyne Papúa Nueva Guinea                                                           | 2:17.51  | Brandon Schuster Samoa                                          | 2:18.26  |
|                                       |                                                                             |          |                                                                                             |          |                                                                 |          |
| 50 m Mariposa                         | Nicolas Vermorel Polinesia Francesa                                         | 24.04    | Florent Janin Nueva Caledonia                                                               | 24.85    | Thibaut Mary Nueva Caledonia                                    | 24.90    |
| 100 m Mariposa                        | Thibaut Mary Nueva Caledonia                                                | 54.09    | Nicolas Vermorel Polinesia Francesa                                                         | 54.16    | Thomas Oswald Nueva Caledonia                                   | 55.50    |
| 200 m Mariposa                        | Thibaut Mary Nueva Caledonia                                                |          | Guillaume Vermorel Polinesia Francesa                                                       |          | Temafa Yalimaiwai Fiyi                                          |          |
|                                       |                                                                             |          |                                                                                             |          |                                                                 |          |
| 200 m Combinado                       | Emmanuel Limozin Nueva Caledonia                                            | 2:04.04  | Brandon Schuster Samoa                                                                      | 2:05.54  | Taichi Vakasama Fiyi                                            | 2:07.84  |
| 400 m Combinado                       | Brandon Schuster Samoa                                                      | 4:24.04  | Emmanuel Limozin Nueva Caledonia                                                            | 4:29.99  | Alex Huet Nueva Caledonia                                       | 4:30.86  |
|                                       |                                                                             |          |                                                                                             |          |                                                                 |          |
| 4 × 100 m Relevo Libre                | Nueva Caledonia Florent Janin Emmanuel Limozin Julien Goyetche Thibaut Mary | 3:23.21  | Polinesia Francesa Nicolas Vermorel Rahiti De Vos Teiki Dupont Tuhiva Ah Sha-Roignant       | 3:30.97  | Fiyi Temafa Yalimaiwai Epeli Rabua Hansel McCag Netani Ross     | 3:33.89  |
| 4 × 200 m Relevo Libre                | Nueva Caledonia Emmanuel Limozin Florent Janin Alex Huet Thibaut Mary       | 7:38.51  | Polinesia Francesa Rahiti De Vos Tuhiva Ah Sha-Roignant Guillaume Vermorel Nicolas Vermorel | 7:55.76  | Fiyi Taichi Vakasama Epeli Rabua Hansel McCag Temafa Yalimaiwai | 8:00.56  |
| 4 × 100 m Relevo Combinado            | Nueva Caledonia Julien Goyetche Thomas Oswald Thibaut Mary Florent Janin    | 3:48.33  | Polinesia Francesa Teiki Dupont Rainui Tertipaia Nicolas Vermorel Rahiti De Vos             | 3:48.91  | Fiyi Netani Ross Taichi Vakasama Temafa Yalimaiwai Epeli Rabua  | 3:51.95  |
|                                       |                                                                             |          |                                                                                             |          |                                                                 |          |
| 5 km Aguas Abiertas (tiempo= h:min:s) | Rahiti De Vos Polinesia Francesa                                            | 1:03.42  | Hugo Savignac Nueva Caledonia                                                               | 1:03.43  | Benoît Reviére Nueva Caledonia                                  | 1:03.41  |
| GR Récord del Pacífico                |                                                                             |          |                                                                                             |          |                                                                 |          |

### Femenino
| Evento                                | Oro                                                               | Oro     | Plata                                                             | Plata   | Bronce                                                                         | Bronce   |  |
| ------------------------------------- | ----------------------------------------------------------------- | ------- | ----------------------------------------------------------------- | ------- | ------------------------------------------------------------------------------ | -------- |  |
| 50 m Libre                            | Emma Terebo Nueva Caledonia                                       |         | Lushavel Stickland Samoa                                          |         | Yolani Blake Fiyi                                                              |          |  |
| 100 m Libre                           | Emma Terebo Nueva Caledonia                                       | 57.60   | Lushavel Stickland Samoa                                          | 57.91   | Matelita Buadromo Fiyi                                                         | 58.46    |  |
| 200 m Libre                           | Matelita Buadromo Fiyi                                            | 2:08.58 | May Toven Nueva Caledonia                                         | 2:10.21 | Maiana Flament Nueva Caledonia                                                 | 2:11.36  |  |
| 400 m Libre                           | Maiana Flament Nueva Caledonia                                    |         | Matelita Buadromo Fiyi                                            |         | Charlotte Robin Nueva Caledonia                                                |          |  |
| 800 m Libre                           | Maiana Flament Nueva Caledonia                                    | 9:21.39 | Charlotte Robin Nueva Caledonia                                   | 9:37.72 | Rosemarie Rova Fiyi                                                            | 10:03.00 |  |
|                                       |                                                                   |         |                                                                   |         |                                                                                |          |  |
| 50 m Dorso                            | Lushavel Stickland Samoa                                          | 29.96   | Cheyenne Rova Fiyi                                                | 31.11   | Jelani Wetzell Samoa                                                           | 31.76    |  |
| 100 m Dorso                           | Emma Terebo Nueva Caledonia                                       | 1:02.96 | Lushavel Stickland Samoa                                          | 1:04.43 | Lauren Sale Samoa                                                              | 1:06.65  |  |
| 200 m Dorso                           | Lauren Sale Samoa                                                 | 2:20.84 | Angeline Tregoat Polinesia Francesa                               | 2:29.31 | Maiana Flament Nueva Caledonia                                                 | 2:31.51  |  |
|                                       |                                                                   |         |                                                                   |         |                                                                                |          |  |
| 50 m Pecho                            | Moana Wind Fiyi                                                   | 33.39   | Tiali Scanian Samoa Americana                                     | 33.98   | Poerani Betrand Polinesia Francesa                                             | 34.09    |  |
| 100 m Pecho                           | Moana Wind Fiyi                                                   |         | Poerani Betrand Polinesia Francesa                                |         | Tiali Scanlan Samoa Americana                                                  |          |  |
| 200 m Pecho                           | Poerani Bertrand Polinesia Francesa                               | 2:40.73 | Moana Wind Fiyi                                                   | 2:45.29 | Adelaine Williams Nueva Caledonia                                              | 2:51.70  |  |
|                                       |                                                                   |         |                                                                   |         |                                                                                |          |  |
| 50 m Mariposa                         | May Toven Nueva Caledonia                                         | 28.45   | Armelle Hidrio Nueva Caledonia                                    | 28.92   | Lushavel Stickland Samoa                                                       | 29.53    |  |
| 100 m Mariposa                        | May Toven Nueva Caledonia                                         | 1:03.32 | Lauren Sale Samoa                                                 | 1:04.27 | Julie Decaix Nueva Caledonia                                                   | 1:06.91  |  |
| 200 m Mariposa                        | Julie Decaix Nueva Caledonia                                      |         | Maiana Flament Nueva Caledonia                                    |         | Rosemarie Rova Fiyi                                                            |          |  |
|                                       |                                                                   |         |                                                                   |         |                                                                                |          |  |
| 200 m Combinado                       | Lauren Sale Samoa                                                 | 2:24.12 | Matelita Buadromo Fiyi                                            | 2:24.53 | May Toven Nueva Caledonia                                                      | 2:27.67  |  |
| 400 m Combinado                       | Maiana Flament Nueva Caledonia                                    | 5:13.91 | Angeline Tregoat Polinesia Francesa                               | 5:16.08 | Rosemarie Rova Fiyi                                                            | 5:30.93  |  |
|                                       |                                                                   |         |                                                                   |         |                                                                                |          |  |
| 4 × 100 m Relevo Libre                | Fiyi Yolani Blake Cheyenne Rova Rosemarie Rova Matelita Buadromo  | 3:58.24 | Nueva Caledonia Armelle Hidrio Julie Decaix May Toven Emma Terebo | 4:00.56 | Samoa Lauren Sale Andrea Schuster Jelani Wetzell Lushavel Stickland            | 4:00.90  |  |
| 4 × 200 m Relevo Libre                | Nueva Caledonia May Toven Julie Decaix Maiana Flament Emma Terebo | 8:53.06 | Samoa Jelani Wetzell Andrea Schuster Kaiya Brown Lauren Sale      | 8:58.24 | Fiyi Yolani Blake Cheyenne Rova Marion Kotobalavu Rosemarie Rova               | 9:26.85  |  |
| 4 × 100 m Relevo Combinado            | Nueva Caledonia Emma Terebo May Toven Julie Decaix Armelle Hidrio | 4:27.32 | Fiyi Cheyenne Rova Moana Wind Matelita Buadromo Yolani Blake      | 4:27.78 | Polinesia Francesa Angeline Tregoat Poerani Bertrand Alizee Diaz Reva Reignier | 4:35.58  |  |
|                                       |                                                                   |         |                                                                   |         |                                                                                |          |  |
| 5 km Aguas Abiertas (tiempo= h:min:s) | Charlotte Robin Nueva Caledonia                                   | 1:10.39 | Maïana Flament Nueva Caledonia                                    | 1:11.41 | Matelita Buadromo Fiyi                                                         | 1:19.27  |  |
| GR Récord del Pacífico                |                                                                   |         |                                                                   |         |                                                                                |          |  |

### Mixto
| Evento                    | Oro                                                                      | Oro     | Plata                                                           | Plata   | Bronce                                                                          | Bronce  |
| ------------------------- | ------------------------------------------------------------------------ | ------- | --------------------------------------------------------------- | ------- | ------------------------------------------------------------------------------- | ------- |
| 4 × 50 m Relevo Libre     | Nueva Caledonia Julien Goyetche Armelle Hidrio Emma Terebo Florent Janin | 1:39.79 | Fiyi Netani Ross Epeli Rabua Cheyenne Rova Yolani Blake         | 1:40.89 | Polinesia Francesa Nicolas Vermorel Teiki Dupont Angeline Tregoat Reva Reignier | 1:41.67 |
| 4 × 50 m Relevo Combinado | Nueva Caledonia Emma Terebo Thomas Oswald May Toven Florent Janin        |         | Fiyi Netani Ross Taichi Vakasama Matelita Buadromo Yolani Blake |         | Polinesia Francesa                                                              |         |
| GR Récord del Pacífico    |                                                                          |         |                                                                 |         |                                                                                 |         |

## Medallero
| # | País               | Medalla de oro | Medalla de plata | Medalla de bronce | Total |
| - | ------------------ | -------------- | ---------------- | ----------------- | ----- |
| 1 | Nueva Caledonia    | 25             | 11               | 12                | 48    |
| 2 | Fiyi               | 6              | 9                | 14                | 29    |
| 3 | Polinesia Francesa | 5              | 11               | 7                 | 23    |
| 4 | Samoa              | 5              | 6                | 6                 | 17    |
| 5 | Islas Cook         | 1              | 2                | 1                 | 4     |
| 6 | Samoa Americana    | 0              | 1                | 1                 | 2     |
| 6 | Papúa Nueva Guinea | 0              | 1                | 1                 | 2     |
| 8 | Guam               | 0              | 1                | 0                 | 1     |